# Erysimum smyrnaeum
Erysimum smyrnaeum är en korsblommig växtart som beskrevs av Pierre Edmond Boissier och Benedict Balansa. Erysimum smyrnaeum ingår i släktet kårlar, och familjen korsblommiga växter. Inga underarter finns listade i Catalogue of Life.